# Dilta
Dilta es un género de insectos primitivos pertenecientes a la familia Machilidae. Estos insectos son esbeltos, carecen de alas, y presentan colores pálidos, a menudo moteados. Se encuentran típicamente en la tierra en lugares de mucha vegetación. Las especies de Dilta están restringidas a Europa occidental y a partes del norte de África.